# بلدة روديارد (ميشيغان)
روديارد (بالإنجليزية: Rudyard Township, Michigan)‏ هي بلدة تقع بولاية ميشيغان في الولايات المتحدة. تبلغ مساحتها 233.3 (كم²)، وترتفع عن سطح البحر 206 م، بلغ عدد سكانها 1315 نسمة في عام تعداد الولايات المتحدة 2000 حسب إحصاء مكتب تعداد الولايات المتحدة وتصل الكثافة السكانية فيها 5.6 نسمة/كم2.

## أعلام
- جون بيترسن

## وصلات خارجية
- The US50 - Cities and Towns in Michigan State
- Michigan Cities and Towns, Facts, Map, Flag, Colleges, Government, and More